# Marc Janssens
Marc Janssens (Duffel, 13 november 1968) is een Belgisch voormalig veldrijder.

## Carrière
Janssens was prof van 1993 tot 2001. Hij won driemaal het Belgisch kampioenschap veldrijden, met name in 1995, 1998 en 1999. Daarnaast won hij de GvA Trofee Veldrijden in het seizoen 1990-1991 en 1998-1999.
Later was hij co-commentator bij alle op VT4 uitgezonden veldritten. Een activiteit die hij aanhield tot zijn aanstelling in 2013 als ploegleider bij Telenet-Fidea. Later vervulde hij deze functie bij Corendon-Kwadro. Daarnaast is hij sinds 2008 actief als lesgever aan het CLW De Vesten te Herentals.

## Overwinningen

### Wegwielrennen
1989
- 5e etappe Ronde van Namen

1991
- 1e etappe Ronde van Luik
- 3e etappe Ronde van Namen

1992
- 9e etappe Ronde van Oostenrijk
- 4e etappe A Ronde van Luik
- 4e etappe B Ronde van Luik

1993
- Trofee van Haspengouw
- 1e etappe Ronde van Luik
- 3e etappe Ronde van Luik
- Luik-Bastenaken-Luik U23

1994
- Dwars door 't Pajottenland

### Veldrijden
| Seizoen   | Wereldbeker | Superprestige  | GvA Trofee               | WK  | BK   | Overige                    | Totaal aantal zeges |
| --------- | ----------- | -------------- | ------------------------ | --- | ---- | -------------------------- | ------------------- |
| 1989-1990 |             |                |                          |     |      | Nijlen                     | 1                   |
| 1990-1991 |             |                | Niel, eindklassement     |     |      | Mechelen, Rillaar          | 4                   |
| 1991-1992 |             |                |                          |     |      |                            | 0                   |
| 1992-1993 |             | Diegem, Pilsen | Niel                     |     |      |                            | 3                   |
| 1993-1994 | Loenhout    |                |                          | 8e  |      |                            | 1                   |
| 1994-1995 |             |                |                          | 25e | Goud |                            | 1                   |
| 1995-1996 |             |                |                          | 18e |      | Zingem                     | 1                   |
| 1996-1997 | Heerlen     |                | Niel                     | 14e | 5e   | Zonnebeke, Otegem, Wingene | 5                   |
| 1997-1998 |             |                |                          | 11e | Goud | Koningshooikt              | 2                   |
| 1998-1999 |             |                | Loenhout, eindklassement |     | Goud |                            | 3                   |
| 1999-2000 |             |                |                          | 16e | 4e   | Dijon                      | 1                   |
| 2000-2001 |             |                |                          |     |      | Kayl, Dudzele              | 1                   |
| 2001-2002 |             |                |                          |     |      | Aigle, Uster               | 2                   |

Wielerploegen van Marc Janssens
Baguet · De Clercq · Demol · Deneut · Gayant · Haex · Hennebert · Herinne · Leysen · Moreels · Museeuw · Naessens · Nevens · Onclin · Redant · Roes · Van Den Abeele · Van Slycke · Verschueren · Wauters · Dubois (stagiair) · Janssens (stagiair) · Vanhaecke (stagiair)
den Braber ·  
De Clercq ·   
Desmet ·  
Eeckhout ·
Fleischer ·
Heynderickx ·
Høj · 
Huybrechts · 
Janssens ·
Moermans · 
Nulens ·
Omloop ·
Peers · 
Piątek ·
Planckaert ·
van der Poel ·
Theunisse · 
Van Aken ·
Vandromme ·
Vanhaecke ·
E. Van Lancker ·
K. Van Lancker · 
Van Luchem (tot 28/02) · 
Van Roosbroeck ·
Verbeken ·
Zemke
Bäckstedt ·
Bouvard (tot 30/06) ·
den Braber ·  
Capiot ·
Carbajal ·
Daelman ·
E. De Clercq ·  
P. De Clercq ·
Deschuytter ·
Desmet ·  
Eeckhout ·
Heynderickx · 
Høj · 
Janssens (tot 28/02) ·
Konings ·
Lenaers ·
Medan ·
Mulders ·
Omloop ·
Peers · 
Salmon ·
Van Lancker ·
Vanconingsloo (tot 15/03) · 
Verdonck · 
De Neef (stagiair) · 
Hammond (stagiair)
Bäckstedt · Daelman · M.De Clercq · H.De Clercq · De Geyter · De Meester · Hendryckx · Janssens · Nelissen · Omloop · Pauwels · Rubrecht · Spaenhoven · Van Malderghem · G.Vanderaerden · Verheyden · Axelsson (stagiair) · Hammond (stagiair) · Van Aken (stagiair)
Bomans · Corvers · M.De Clercq · H.De Clercq · De Geyter · Hammond · Høj · Janssens · Nelissen · Pauwels · Spaenhoven · Sunderland · Van Malderghem · G.Vanderaerden · Vermeersch · Aitken (stagiair) · Berden (stagiair) · Rivera (stagiair)
Aitken · Berden · Bruylandts · M.De Clercq · H.De Clercq · Eeckhout · Hammond · Janssens · Pauwels · Smirnov · Strole · Sunderland · Van De Walle · Van Malderghem · G.Vanderaerden · Vermeersch · De Peuter (stagiair) · Vilcinskas (stagiair) 
Bruylandts · David · M.De Clercq · H.De Clercq · De Peuter · Eeckhout · Feys · Janssens · Lernout · Pauwels · Smirnov · Strole · Sunderland · Van De Walle · Van Dyck · G.Vanderaerden · Vermeersch · Vilcinskas · Huybrechts (stagiair) · McCauley (stagiair) 
Aernouts · Baeyens · Becker · Bracke · Cali · E.De Clercq · De Groote · De Meester · De Peuter · Detilloux · Hammond · Janssens · Lapage · Lernout · Masschelein · Omloop · Pankov · Pauwels · B.Scheirlinckx · S.Scheirlinckx · Streel · Thijs · Trouvé · Van Petegem · Virbickas · Wuyts · Dekkers (stagiair) · Penne (stagiair) · Vanhoudt (stagiair) 